# Ратина сірочерева
Рати́на сірочерева (Turdinus macrodactylus) — вид горобцеподібних птахів родини Pellorneidae. Мешкає в Південно-Східній Азії.

## Підвиди
Виділяють три підвиди:
- T. m. macrodactylus (Strickland, 1844) — Малайський півострів;
- T. m. beauforti Voous, 1950 — Суматра;
- T. m. lepidopleura (Bonaparte, 1850) — Ява.

## Поширення і екологія
Сірочереві ратини мешкають в Індонезії, Малайзії і Таїланді. Імовірно, вимерли в Сінгапурі. Вони живуть у підліску вологих рівнинних тропічних лісах.

## Збереження
МСОП класифікує стан збереження цього виду як близький до загрозливого. Сірочеревим ратинам загрожує знищення природного середовища.